# Canguro battente
Canguro battente (The Battling Kangaroo) è un cortometraggio muto del 1926 diretto da Jules White. È il film d'esordio di Sterling Holloway.

## Produzione
Il film fu prodotto dalla Fox Film Corporation.

## Distribuzione
Distribuito dalla Fox Film Corporation, il film - un cortometraggio in due bobine - uscì nelle sale cinematografiche USA il 5 dicembre 1926, mentre in quelle italiane nel 1928.